# عشوت (المهرة)

تعديل مصدري - تعديل

عشوت هي إحدى قرى مديرية المسيلة التابعة لمحافظة المهرة، بلغ تعداد سكانها 16 نسمة حسب تعداد اليمن لعام 2004.